# Liste des cathédrales du Monténégro

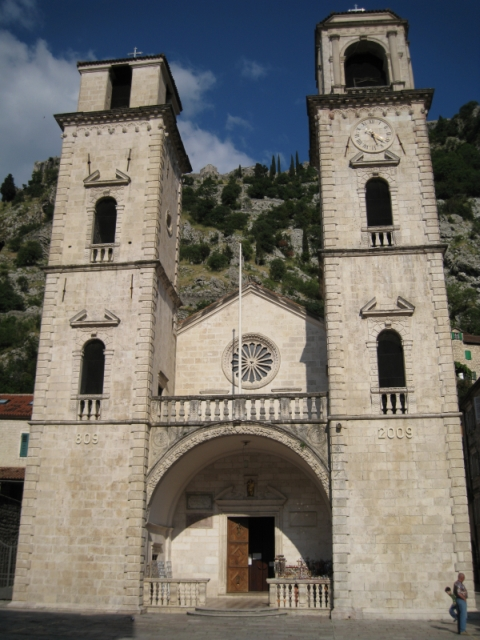
Cathédrale Saint-Tryphon à Kotor, Monténégro

Cet article recense les cathédrales du Monténégro.

## Catholicisme[1]
- Cathédrale de l'Immaculée-Conception de Bar
- Co-cathédrale Saint-Pierre-Apôtre de Bar
- Cathédrale Saint-Tryphon à Kotor

## Orthodoxie
- Cathédrale de la Résurrection du Christ à Podgorica
- Cathédrale Saint-Basile-d'Ostrog de Nikšić